# Конари (Конінський повіт)
Конари (пол. Konary) — село в Польщі, у гміні Ґродзець Конінського повіту Великопольського воєводства.
Населення — 5 осіб (2011).
У 1975-1998 роках село належало до Конінського воєводства.

## Демографія
Демографічна структура станом на 31 березня 2011 року:
|          | Загалом | Допрацездатний вік | Працездатний вік | Постпрацездатний вік |
| -------- | ------- | ------------------ | ---------------- | -------------------- |
| Чоловіки | 1       | 0                  | 0                | 1                    |
| Жінки    | 4       | 0                  | 1                | 3                    |
| Разом    | 5       | 0                  | 1                | 4                    |